# Supersäuren
Als Supersäuren werden in der Chemie Säuren bezeichnet, die stärker als konzentrierte (100-prozentige) Schwefelsäure (H2SO4: pKs-Wert = −3,0) sind.
Alle Supersäuren haben somit einen pKs-Wert im negativen Bereich. Zur Quantifizierung der Säurestärke wird die Hammettsche Aciditätsfunktion {\displaystyle H_{0}} verwendet.
Fluorsulfonsäure (HSO3F) ist beispielsweise mehrere tausendmal stärker als konzentrierte Schwefelsäure. Wird sie mit Antimonpentafluorid vereint, erhält man die nochmals stärkere magische Säure. Diese Mischung reagiert sogar mit Alkanen. Eine weitere verbreitete Supersäure ist Fluor-Antimonsäure (HSbF6: pKS = −17), welche aus Antimonpentafluorid und wasserfreiem Fluorwasserstoff besteht. Werden diese beiden Säuren miteinander kombiniert, wird ihre Acidität um den Faktor 103 erhöht.  Auch organische Säuren können durch bestimmte Gruppen pKs-Werte unter −11 erreichen. Ein Beispiel dafür ist Pentacyanocyclopentadien. Seit 2004 sind auch per-halogenierte Carborane H(CHB11Cl11) als Supersäuren bekannt.
Im wässrigen Milieu lässt sich nicht nachweisen, dass eine Supersäure stärker als konzentrierte Schwefelsäure ist, da ein Protolysegrad  größer als 1 nur in Abwesenheit von Basen möglich ist und somit im Wasser nicht erreicht werden kann. Dieser Effekt wird nivellierender Effekt des Wassers genannt. 
Die Bedeutung von Supersäuren in der Grundlagenforschung liegt darin, dass in supersauren Medien bestimmte Spezies wie beispielsweise Carbokationen, anorganische Polykationen und Übergangsmetalle in niedrigen Oxidationsstufen stabilisiert werden können. Auch die Erzeugung von Metall-Xenon-Verbindungen, nichtklassischen Metallcarbonylen und protonierten Fullerenen gelang mithilfe von Supersäuren. Entscheidend ist dabei die geringe Nucleophilie und der große sterische Anspruch der Säurerestionen.
Durch ihre extrem hohe Acidität sind Supersäuren mitunter an Reaktionen beteiligt, die in der Chemie lange Zeit für ausgeschlossen gehalten wurden: Sie sind unter anderem in der Lage, die ausgesprochen reaktionsträgen Edelgase zu protonieren und Kohlenstoff-Atome mit formal fünf Bindungen (Carboniumionen) zu erzeugen.
Der Name geht auf den Chemiker James Bryant Conant in Harvard zurück (1927).  Sie wurden besonders von George A. Olah für die Darstellung und Stabilisierung von Carbokationen benutzt.